# Lacerta pamphylica
Espèce
Statut de conservation UICN

 LC  : Préoccupation mineure
Lacerta pamphylica est une espèce de sauriens de la famille des Lacertidae.

## Répartition
Cette espèce est endémique de Turquie.

## Publication originale
- Schmidtler, 1975 : Zur Taxonomie der Riesen-Smaragdeidechsen (Lacerta trilineata Bedriaga) Süd-Anatoliens (Reptilia, Lacertidae). Veröffentlichungen der Zoologischen Staatssammlung München, vol. 18, p. 45-68 (texte intégral).